# Васильев, Дмитрий Дмитриевич (общественный деятель)
Дми́трий Дми́триевич Васи́льев (Бу́рцев; 30 мая 1945, Киров, Кировская область, РСФСР, СССР — 16 июля 2003, Криушкино, Переславский район, Ярославская область, Россия) — советский и российский актёр, политический и общественный деятель, придерживавшийся монархических взглядов. Основатель и руководитель Национально-патриотического фронта «Память».

## Биография
Фамилию отца скрывал; на вопросы, связанные с его происхождением, Васильев обычно говорил, что оно «очень высокое и открывать его ещё рано», поскольку «мать берегла меня не для того, чтобы я погиб». Его деда, казацкого атамана, большевики убили во время Гражданской войны в России.
От советской власти пострадала также вся родня по отцовской линии.
Учился в школе-студии МХАТ, по окончании которой был призван в армию. В армии стал комсомольцем. Начал службу в десанте, затем служил танкистом, затем полтора года в театре. Службу проходил в Венгрии.
В 1960-х годах — актёр МХАТа. Сыграл эпизодическую роль (премьера Петра Столыпина) в последнем фильме Сергея Герасимова «Лев Толстой» (1984).
В 1989 году о Д. Д. Васильеве и его организации «Память» снят документальный фильм «И один в поле воин». Фильм снимался Свердловской киностудией в Москве, в деревне Криушино, в Саровском монастыре. Сценарист, режиссёр фильма — Сергей Богданов, кинооператор — Виктор Денисов.

### Политическая карьера
С 1984 года принимал участие в деятельности историко-литературного патриотического объединения «Память», с 1985 года секретарь Совета объединения. С 1988 года — председатель Центрального совета НПФ «Память», с 1992 года главный воевода Национально-патриотического фронта «Память». Сторонник ультрапатриотических позиций, противник сионизма и масонства.
В противостоянии Президента и Верховного Совета в 1993 году Васильев последовательно принимал сторону Ельцина.
На выборах 1995 года был зарегистрирован по одномандатному округу № 204, но проиграл (3,49 %, 5-е место из 12 кандидатов). В 1996 году высказывался за переизбрание президентом России Б. Ельцина. В конце 1997 года выдвинул свою кандидатуру в депутаты Московской городской Думы, выборы проиграл. В 1999 году выдвигался на пост мэра Москвы, набрал 1 % голосов.
Последние годы жил в деревне Криушкино Переславского района, занимался созданием крестьянских общин.
Умер от сердечного приступа. Похоронен в Москве на Покровском кладбище (9-й участок).

### Личная жизнь
Вдовец. Усыновил двоих детей своей жены от первого брака — сына и дочь. Сын Сергей входил в Центральный Совет НПФ «Память».

## Взгляды, вкусы, привычки
Считал себя «русским патриотом».
Антисионистом считал себя с детства (причём антисемитом себя не считал). Основную причину бедственного положения России (и мира в целом) видел в сионизме (под которым понимает стремление евреев захватить власть над миром) и масонстве. Масонами называл своих противников-неевреев. В книге «Красная дюжина» приведено высказывание Васильева:
Сионизм это идеология, а не национальный признак. Носителями этой идеологии являются не одни евреи.
С 1991 года открыто называл себя фашистом, утверждая, что немецкий нацизм не имел к фашизму никакого отношения. В передаче «Один на один» он заявил, что фашизма не было ни в Германии, ни в Италии, а осуществление «принципа фасцио» было при самодержавии в России.
Увлекался русской геральдикой. Любил Достоевского, музыку Чайковского и Вагнера.
Идеалом политика считал Петра Столыпина.

### Биографические легенды
- Отношения с Анциферовым. Своим воспитанием, по его словам, Васильев обязан писателю Николаю Павловичу Анциферову (1889—1958) из дворянского рода Курбатовых, автору книги «Петербург Достоевского», многолетнему узнику советских лагерей, который якобы «знал историю его происхождения» и дал ему «прекрасное образование».
- Отношения с Глазуновым[8]. После ссоры утверждал, что многие знаменитые портреты Глазунова — это фотографии работ Васильева, переведённые в увеличенном виде на холст и раскрашенные[9]

## Отношение к религии
В 1991 году Васильев признал юрисдикцию Русской православной церкви заграницей (РПЦЗ), базой НПФ в Москве с этого времени стала Марфо-Мариинская обитель.
В 1993 году Васильев рассорился с руководством РПЦЗ, но базу сохранил.